# Tara (Russland)
Tara (russisch Тара) ist eine Stadt in der westsibirischen Oblast Omsk (Russland) mit 27.318 Einwohnern (Stand 14. Oktober 2010).

## Geographie
Die Stadt liegt im Südteil des Westsibirischen Tieflands, knapp 300 Kilometer nördlich der Oblasthauptstadt Omsk. Nach dieser Millionenstadt ist Tara zweitgrößter Ort der Oblast. Tara liegt am linken Ufer des Irtysch, in den der gleichnamige Fluss Tara 25 Kilometer südöstlich der Stadt mündet.
Tara ist seit 1943 Verwaltungszentrum des gleichnamigen Rajons Tara.

## Geschichte
Tara wurde im Jahre 1594 von Kosaken als Ostrog an der Südgrenze des damaligen russischen Einflussgebietes in Westsibirien, bei der Mündung der Tara in den Irtysch gegründet und nach dem Fluss benannt. Es entwickelte sich zu einem bedeutenden Zentrum des Handels mit der Dsungarei und Teilen Turkestans. Wiederholt brannte der aus Holzgebäuden bestehende Ort nieder (1629, 1658, 1669). Nach dem letzten Brand wurde die Stadt flussabwärts an ihre heutige Stelle verlegt.
Mit der Errichtung der Festung Omsk und dem Bau des Sibirischen Trakts bedeutend weiter südlich in der ersten Hälfte des 18. Jahrhunderts verlor Tara seine strategische und ökonomische Bedeutung, erhielt aber 1782 das Stadtrecht als Verwaltungszentrum eines Ujesds des damaligen Gouvernements Tobolsk.
Auch die Transsibirische Eisenbahn wurde Ende des 19. Jahrhunderts mehrere hundert Kilometer südlich von Tara verlegt; die Stadt versank aber auch dank Erdölfunden in der Umgebung im 20. Jahrhundert nicht in der völligen Bedeutungslosigkeit.

### Bevölkerungsentwicklung
| Jahr | Einwohner |
| ---- | --------- |
| 1897 | 7.223     |
| 1926 | 10.345    |
| 1939 | 15.372    |
| 1959 | 22.646    |
| 1970 | 22.358    |
| 1979 | 23.248    |
| 1989 | 26.152    |
| 2002 | 26.888    |
| 2010 | 27.318    |

Anmerkung: Volkszählungsdaten

## Kultur und Sehenswürdigkeiten
Tara gehört zu den kleineren westsibirischen Städten, in denen die historische Bausubstanz relativ gut erhalten ist. Zu den Gebäuden gehören die Erlöserkathedrale (Спасский кафедральный собор/Spasski kafedralny sobor) von 1754 bis 1776, hölzerne und steinerne Kaufmannshäuser und -villen aus dem 18. bis beginnenden 20. Jahrhundert, darunter das Haus des Kaufmanns Nerpin, ältestes erhaltenes Steingebäude der Oblast Omsk (heute Medizinisches College), sowie die früheren staatlichen Spirituosenlagerhäuser. Ein Teil der alten Festungsmauer wurde wieder aufgebaut.
Seit 1932 gibt es in Tara ein Heimatmuseum, heute im ehemaligen Wohnhaus der Kaufmannsfamilie Wolkow, sowie seit 1987 eine Gemäldegalerie im Holzhaus des Kaufmanns Chomjakow vom Ende des 19. Jahrhunderts.
Die Stadt verfügt über ein überdachtes Eisstadion Olimp und ein nach Michail Uljanow benanntes Dramentheater.

## Wirtschaft und Infrastruktur
In Tara existiert eine kleine Raffinerie, in der das Erdöl aus dem sich in der Nähe befindenden Krapiwinskoje-Ölfeld verarbeitet wird. Daneben gibt es Betriebe der elektronischen, Lebensmittel- und Leichtindustrie.
Nach Tara führt die Regionalstraße 52K-4, die in Krasny Jar unweit Omsk von der föderalen Fernstraße R402 Tjumen – Omsk abzweigt. Als 52K-17 verläuft sie links des Irtysch weiter über Snamenskoje und Tewris nach Ust-Ischim; der weitere Ausbau bis Tobolsk in der benachbarten Oblast Tjumen ist geplant. Über eine im Jahr 2000 eröffnete Irtysch-Straßenbrücke bei Tara führt die 52K-32 nach Sedelnikowo.

## Persönlichkeiten
- Michail Uljanow (1927–2007), Schauspieler, verbrachte Kindheit und Jugend in Tara